# Kapitan fregate (Združeno kraljestvo)
Kapitan fregate (izvirno angleško Commander; okrajšava: Cdr) je vojaški čin v uporabi v Kraljevi vojni mornarici.
Kapitan fregate je nadrejen kapitanu korvete in podrejen kapitanu. V skladu z Natovim standardom STANAG 2116 čin nosi oznako OF-4. Enakovredna čina v Oboroženih silah Združenega kraljestva sta: podpolkovnik (Lieutenant-Colonel) pri Britanski kopenski vojski in Kraljevih marincih ter Wing Commander (dobesedno Poveljnik polka) pri Kraljevem vojnem letalstvu.
Oznaka čina kapitana fregate je sestavljena iz treh prstanov, pri čemer ima zgornji zavito pentljo.